# Jakob von Pfuel
Jakob von Pfuel, var en svensk militär.

## Biografi
Jakob von Pfuel var 1679 överstelöjtnant vid överste Gyldenärs regemente. Han blev 3 maj 1686 svensk adelsman och introducerades 1686 i Sveriges Riddarhus som nummer 1072. von Pfuel anhöll 29 oktober 1688 om rolig besittning av de frälsegods i Halland.

### Egendom
von Pfuel ägde gården Ranft och Mollsdorf i Mark-Brandenburg och Nehringen i Pommern.

### Familj
von Pfuel var gift med Elisabet von Schlegel, dotter till kammarrådet Daniel Schlegel och Barbara Simons. De fick tillsammans en son och Regina Elisabet von Pfuel som var gift med majoren Filip Christoffer von Schwerin.